# Центральный научно-исследовательский институт морского флота
Центральный научно-исследовательский и проектно-конструкторский институт морского флота (ЦНИИМФ) — научно-исследовательский и проектно-конструкторский институт морского флота, созданный 2 марта 1929 года. Является головной научной организацией Российской Федерации в области морского транспорта. Ведет работы по проектированию судов, развитию технологий перевозки и перегрузки, технико-экономическим исследованиям в области морского флота.

## История
1929—1940 Восстановление и реконструкция морского флота:
- создание научной базы развития и эксплуатации морского флота;

1941—1945 Все для фронта, все для победы:
- всесторонняя помощь пароходствам в организации и разработке технологии морских перевозок военных грузов;

1946—1954 Восстановление и модернизация морского флота:
- программа послевоенного восстановления морского флота;
- технико-экономическое обоснование новых типов судов и технико-эксплуатационных требований к их конструкции;
- исследование свойств грузов и разработка технологии их безопасной морской перевозки.

1955—1970 Реконструкция морского флота:
- прогнозы и перспективы развития морского флота;
- проектирование судов служебно-вспомогательного флота и местных линий;
- технические условия и нормы морской перевозки навалочных грузов;
- система непрерывного технического обслуживания флота.

1971—1980 Разработка современных форм эксплуатации флота на линиях и направлениях:
- прогноз развития технических средств флота;
- технико-эксплуатационное обоснование пополнения флота;
- комплексная система нормирования технологии безопасной и сохранной перевозки грузов морем;
- технико-эксплуатационные требования к мореходным и ледовым качествам судов.

1981—1990 Интенсификация научных исследований:
- внедрение прогрессивных технологий;
- автоматизированный комплекс навигации и связи с использованием искусственных спутников Земли, в том числе международной спутниковой системы поиска и спасания КОСПАС-САРСАТ;
- научно-техническое обеспечение заказа судов нового поколения;
- система морской спутниковой связи на базе космического сегмента ИНМАРСАТ.

1991—2017 Модернизация и возрождение морского торгового флота:
- программа возрождения торгового флота России;
- концепция судоходной политики Российской Федерации, в том числе развитие и правила плавания по трассам Северного морского пути;
- проект федерального закона «О Российском международном реестре судов»;
- проект технического регламента «О безопасности морского транспорта и связанной с ним инфраструктуры»;
- внедрение требований Международных кодексов МКУБ и ОСПС;
- система и нормативные документы по охране и безопасности труда на морском транспорте;
- федеральный и региональные планы ликвидации разливов нефти;
- системы управления движением судов;
- правила технической эксплуатации судовых технических средств и конструкций;
- система освидетельствования судов на основе контроля технического состояния;
- положение об организации автоматизированной системы контроля радиационной обстановки, руководство по обращению с радиоактивными отходами судов атомного флота;
- рабочие проекты диффподсистем GPS/ГЛОНАСС на подходах к портам Мурманск, Архангельск, Астрахань, Восточный, Владивосток, Находка;
- автоматизированные системы компьютерной обработки документов для МАП;
- проектирование судов служебно-вспомогательного флота;
- нормативно-технологические требования к перевозке и перегрузке опасных грузов в портах;
- требования к интегрированным системам управления и контроля крупнотоннажных танкеров, конструкциям корпусов нефтеналивных, навалочных и нефтенавалочных судов;
- внедрение бортового программного комплекса «STABEDIT»;
- международные и национальные нормативные документы по безопасности мореплавания, технологиям безопасной перевозки грузов, предотвращению загрязнения;
- разработка концептуальных проектов судов ФЦП «Развитие гражданской морской техники»;
- обеспечение функционирования технического комитета на морском транспорте ТК-318 «Морфлот» [2].

## Направления деятельности и проекты
- Экономика, организация и технология работы флота и портов
- Развитие, экономика и экология морского транспорта
- Безопасность мореплавания, средства судовождения и связи
- Техническая эксплуатация и ремонт флота, охрана труда[3]
- Перспективы развития и проектирование вспомогательного и портового флота

В рамках открытых конкурсов, проводимых Федеральным агентством морского и речного транспорта, АО «ЦНИИМФ» занимается разработкой следующих научно-исследовательских работ:
- разработка концептуальных проектов арктических судов-снабженцев дедвейтом 5-10 тыс. т самостоятельного ледового плавания для обеспечения северного завоза в порты и необорудованные портопункты трассы Северного морского пути;
- разработка концептуального проекта парома для морей Дальнего Востока;
- разработка технического проекта пассажирского судна прибрежного плавания вместимостью 100 пассажиров;
- разработка концептуальных проектов больших круизных пассажирских судов вместимостью 1000 и более пассажиров для круизов вокруг Европы, по Средиземному морю, Карибскому бассейну, странам Юго-Восточной Азии и другим странам;
- мониторинг влияния реализации мероприятий подпрограммы на рынок транспортных услуг и соответствия отрасли потребностям экономики и социальной сферы в услугах морского транспорта;
- применение природного газа в качестве топлива на морских судах различного назначения;
- обоснование совершенствования инфраструктуры Арктической морской транспортной системы в целях повышения эффективности и безопасности транспортных операций в акватории Северного морского пути[4];
- разработка рекомендаций по совершенствованию практики плавания судов в ледовых условиях Северного морского пути[5][6];
- разработка системы, обеспечивающей эффективное управление транспортными потоками в акватории Северного морского пути;
- разработка научно-обоснованных требований для включения в типовой план мероприятий по защите работников порта и других лиц, находящихся на территории порта и его акватории, в случае аварии на судне или плавсредств с ядерными установками и радиационными источниками с учетом современных условий;
- разработка научно-обоснованных мероприятий по снижению рисков и масштабов возможных радиологических последствий при транспортных происшествиях и авариях с судами, перевозящими радиоактивные материалы различных видов, разработка мероприятий по ликвидации последствий аварий и защите работников морского транспорта, населения и окружающей среды [7].

## Руководство
Большой вклад в становление и развитие института, превращение его  в ведущую научную организацию Российской Федерации в области морского транспорта внесли его руководители :
- 1929—1930 гг. — В. Поздюнин;
- 1930—1931 гг. — И. Сергеев;
- 1931 г. — В. Королев;
- 1931 г. — И. Толстоусов;
- 1931—1932 гг. — В. Ковальский;
- 1932—1935 гг. — В. Ваго;
- 1935—1937 гг. — П. Самарский;
- 1937—1940 гг. — А. Алексеев;
- 1940—1941 гг. — Г. Шафранский;
- 1941 г. — И. Коробцов;
- 1941 г. — И. Карнаух;
- 1941—1946 гг. — К. Черлинка;
- 1946—1949 гг. — И. Ганус;
- 1949—1953 гг., 1954—1955 гг. — Н. Смирнов;
- 1953—1954 гг. — Б. Арефьев;
- 1955—1972 гг. — П. Струмпе;
- 1972—1974 гг. — В. Ходырев;
- 1974—1986 гг. — Ю. Панин;
- 1986—2013 гг. — В. Пересыпкин;
- с 2013 г. — С. И. Буянов.